# Paul Romero

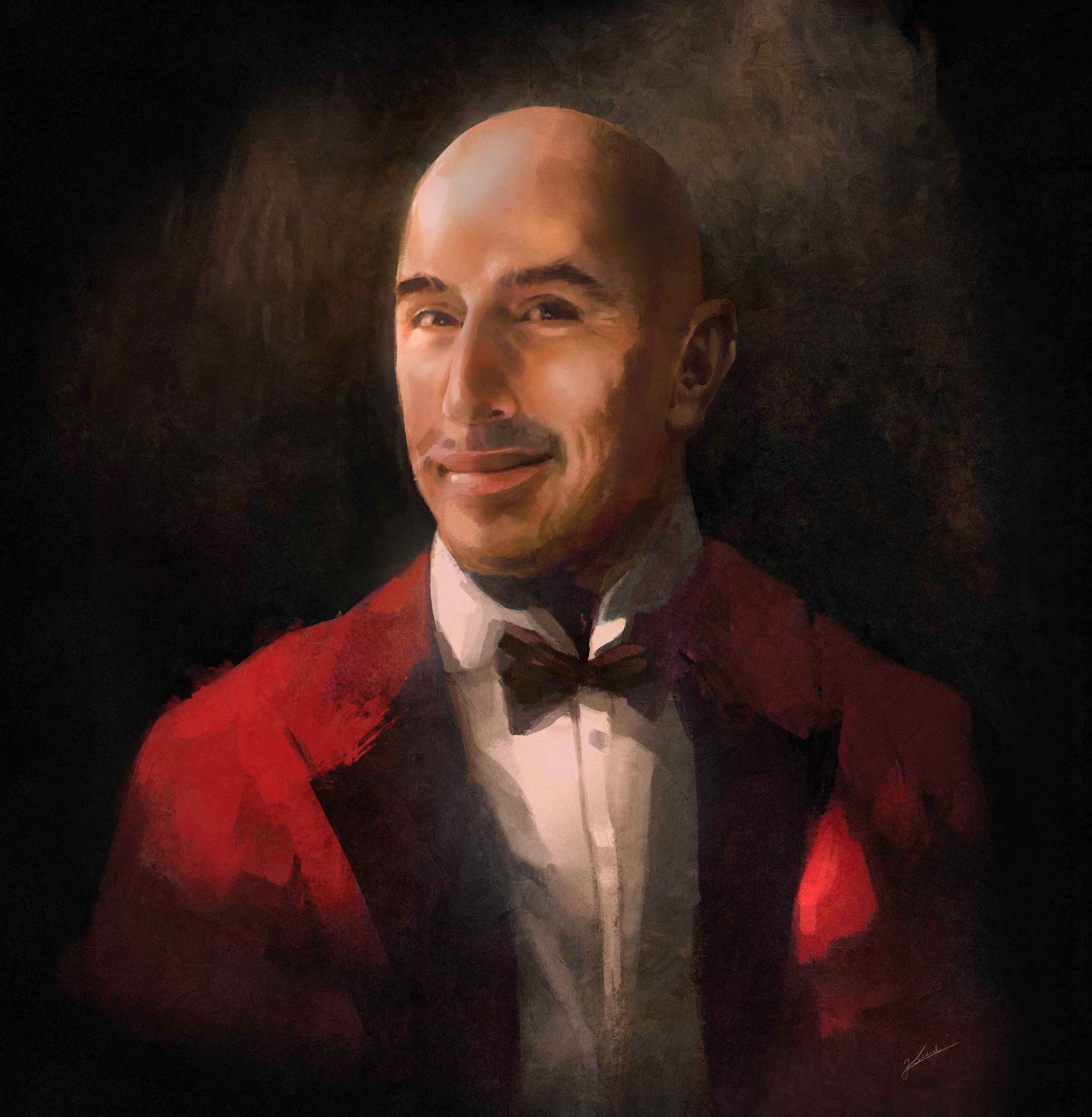
Porträt von Paul Romero

Paul Anthony Romero (* 10. September 1965; Pasadena, Kalifornien, USA) ist ein US-amerikanischer Komponist und Pianist der in Sherman Oaks, Kalifornien lebt.
Romero begann seine Ausbildung in Komposition und Klavierspiel mit 9 Jahren und spielte mit 11 Jahren ein Klavierkonzert von Mozart bei dem Santa Monica Civic Auditorium. Seine erste Komposition führte er mit 13 Jahren beim National Symphony Orchestra unter Mstislav Rostropovich auf.  Ein Konzert desselben Stücks vor der Generalversammlung der Vereinten Nationen wurde international im Fernsehen ausgestrahlt und unter dem Yamaha vertrieben. Er trat mit 1980 in Japan in der Togo no Sato auf und repräsentierte die Vereinigten Staaten beim 10th Yamaha International Junior Original Concert mit seinem Stück 3 preludes.
Gemeinsam mit Rob King komponierte er den vielfach ausgezeichneten Soundtrack für die Computerspielserie Heroes of Might and Magic von New World Computing bzw. Ubisoft. Für Sony komponierte er den Soundtrack von EverQuest. Das Heroesorchestra in Warschau spielt fast ausschließlich seine Stücke.